# La Penne-sur-l'Ouvèze
La Penne-sur-l'Ouvèze est une commune française située dans le département de la Drôme, en région Auvergne-Rhône-Alpes.

## Géographie

### Localisation
La Penne-sur-l'Ouvèze est situé à 6 km au sud-ouest de Buis-les-Baronnies et à 18 km à l'est de Vaison-la-Romaine.

### Communes limitrophes
| Propriac     | Propiac               | Buis-les-Baronnies                |
| Pierrelongue | La Penne-sur-l'Ouvèze | Buis-les-Baronnies                |
| Pierrelongue | Mollans-sur-Ouvèze    | Saint-Léger-du-Ventoux (Vaucluse) |

### Hydrographie
La commune est arrosée par l'Ouvèze.

### Climat
Pour des articles plus généraux, voir Climat d'Auvergne-Rhône-Alpes et Climat de la Drôme.
En 2010, le climat de la commune est de type climat méditerranéen altéré, selon une étude du Centre national de la recherche scientifique s'appuyant sur une série de données couvrant la période 1971-2000. En 2020, Météo-France publie une typologie des climats de la France métropolitaine dans laquelle la commune est exposée à un climat de montagne ou de marges de montagne et est dans une zone de transition entre les régions climatiques « Provence, Languedoc-Roussillon » et « Alpes du sud ». 
Pour la période 1971-2000, la température annuelle moyenne est de 12,6 °C, avec une amplitude thermique annuelle de 16,7 °C. Le cumul annuel moyen de précipitations est de 868 mm, avec 6,6 jours de précipitations en janvier et 4,1 jours en juillet. Pour la période 1991-2020, la température moyenne annuelle observée sur la station météorologique de Météo-France la plus proche, « Buis-Baronnies », sur la commune de Buis-les-Baronnies à 5 km à vol d'oiseau, est de 14,1 °C et le cumul annuel moyen de précipitations est de 792,8 mm,. Pour l'avenir, les paramètres climatiques de la commune estimés pour 2050 selon différents scénarios d'émission de gaz à effet de serre sont consultables sur un site dédié publié par Météo-France en novembre 2022.

### Voies de communication et transports
La commune est accessible par la route départementale D 5, le village par la D 525.

## Urbanisme

### Typologie
Au 1er janvier 2024, La Penne-sur-l'Ouvèze est catégorisée commune rurale à habitat très dispersé, selon la nouvelle grille communale de densité à 7 niveaux définie par l'Insee en 2022.
Elle est située hors unité urbaine et hors attraction des villes,.

### Occupation des sols
L'occupation des sols de la commune, telle qu'elle ressort de la base de données européenne d’occupation biophysique des sols Corine Land Cover (CLC), est marquée par l'importance des forêts et milieux semi-naturels (61,7 % en 2018), en diminution par rapport à 1990 (66,5 %). La répartition détaillée en 2018 est la suivante : 
forêts (41,1 %), zones agricoles hétérogènes (33,6 %), milieux à végétation arbustive et/ou herbacée (20,6 %), prairies (4,7 %). L'évolution de l’occupation des sols de la commune et de ses infrastructures peut être observée sur les différentes représentations cartographiques du territoire : la carte de Cassini (XVIIIe siècle), la carte d'état-major (1820-1866) et les cartes ou photos aériennes de l'IGN pour la période actuelle (1950 à aujourd'hui).

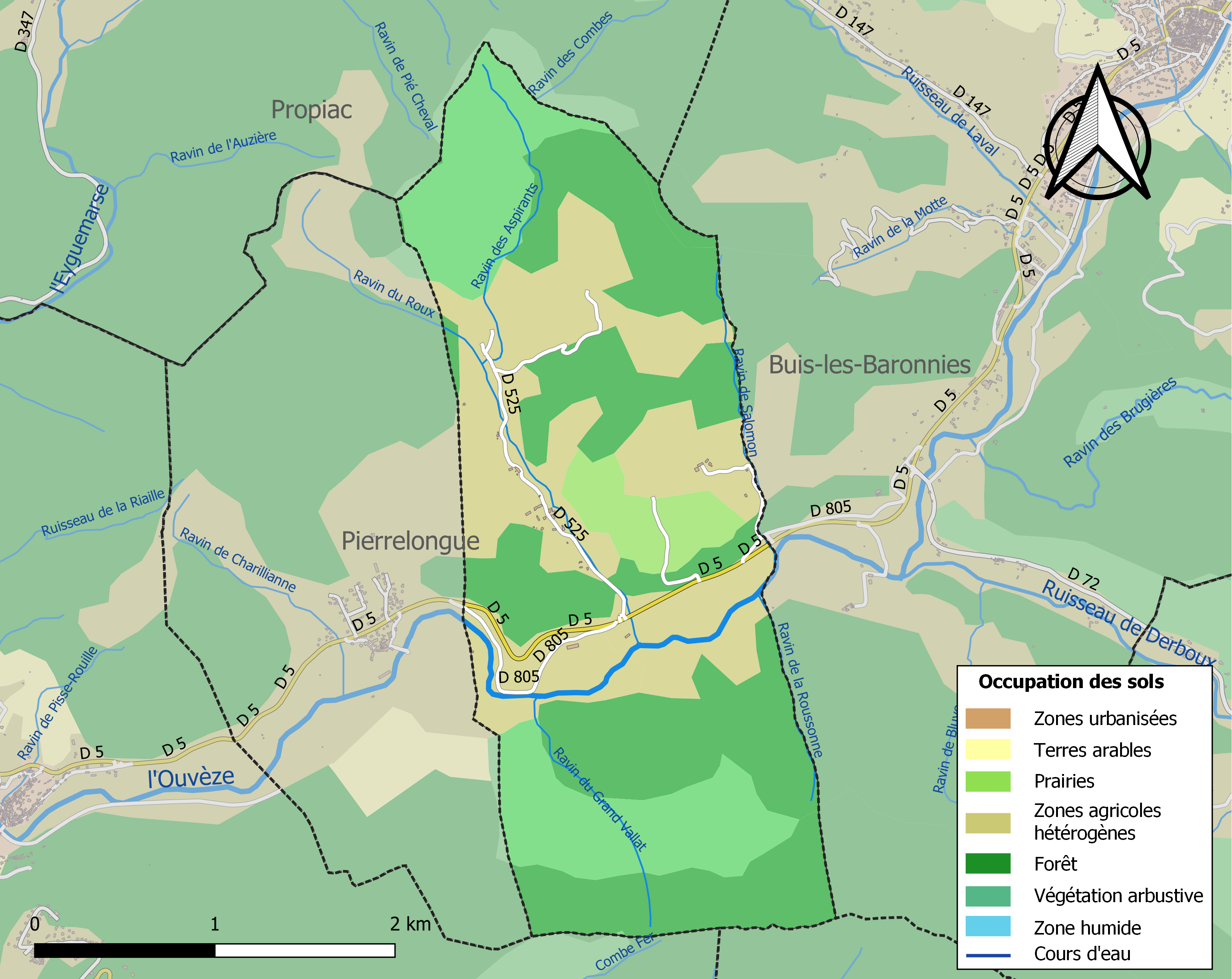
Carte des infrastructures et de l'occupation des sols de la commune en 2018 (CLC).

### Morphologie urbaine
La Penne-sur-l'Ouvèze ne possède pas de village centré autour de la mairie. L'habitat est dispersé, composé de fermes éparses.

## Toponymie

### Attestations
Dictionnaire topographique du département de la Drôme :
- 1293 : mention du château : Castrum de Penna (Valbonnais, I, 35).
- 1435 : La Peyne (archives de la Drôme, E 2720).
- 1682 : mention du village : Merindoletum (Inventaire de la chambre des comptes).
- XVIIIe siècle : mention du village : Mérindolet (Cassini).
- 1769 : La Penne sur le Buis (archives de la Drôme, B 1255).
- 1789 : La Penne sur Pierrelongue (Alman. du Dauphiné).
- 1891 : La Penne, commune du canton de Buis-les-Baronnies.

(non daté)[réf. nécessaire] : La Penne-sur-l'Ouvèze.

## Histoire

### Du Moyen Âge à la Révolution
La seigneurie :
- Au point de vue féodal, la Penne était une terre du fief des barons de Mévouillon.
- 1330 : possession des Mauvoisin.
- Vers 1392 : la terre passe (par héritage) aux (du) Moulin.
- Vers 1415 : passe aux Vieux.
- Vendue aux Sales.
- Passe (par mariage) aux Rémuzat.
- 1457 : vendue aux (d')Alauzon.
- Vers 1540 : passe aux Gobert (ou Gaubert).
- Fin XVIIe siècle : une partie de l'héritage des Gobert passe (par mariage) aux Silvestre de Marignane.
- Début XVIIIe siècle ; l'autre partie passe aux (d')Aubéry.
- En 1789 : la seigneurie est indivise entre madame d'Hellis et madame de Piégon.

Au XIIe siècle, l'abbaye Saint-André de Villeneuve-lès-Avignon y possédait une église et le prieuré Notre-Dame-des-Aspirants.
Le 10 juin 1346, Isoarde des Baux, regrettant les fastes de Provence, assassine son époux, Pons de Mévouillon, d'un coup de hache. La justice la condamna au bûcher.
Avant 1790, la Penne était une communauté de l'élection de Montélimar et de la subdélégation et du bailliage du Buis, formant une paroisse du diocèse de Vaison, dont l'église, dédiée à saint Brice, dépendait du prieuré de Notre-Dame-des-Aspirants (voir ce nom). Cette paroisse fut unie à celle de Pierrelongue vers la fin du XVIe siècle.

#### Notre-Dame-des-Aspirants
Chapelle de la commune de La Penne-sur-l'Ouvèze : reste d'un prieuré de Bénédictins, dépendant de l'abbaye de Saint-André de Villeneuve-lès-Avignon, dont le titulaire était décimateur à la Penne et à Pierrelongue.

Cette chapelle a pendant longtemps servi d'église pour ces deux paroisses.

### De la Révolution à nos jours
La commune est comprise en 1790 dans le canton de Mollans. La réorganisation de l'an VIII la place dans le canton du Buis-les-Baronnies.

## Politique et administration

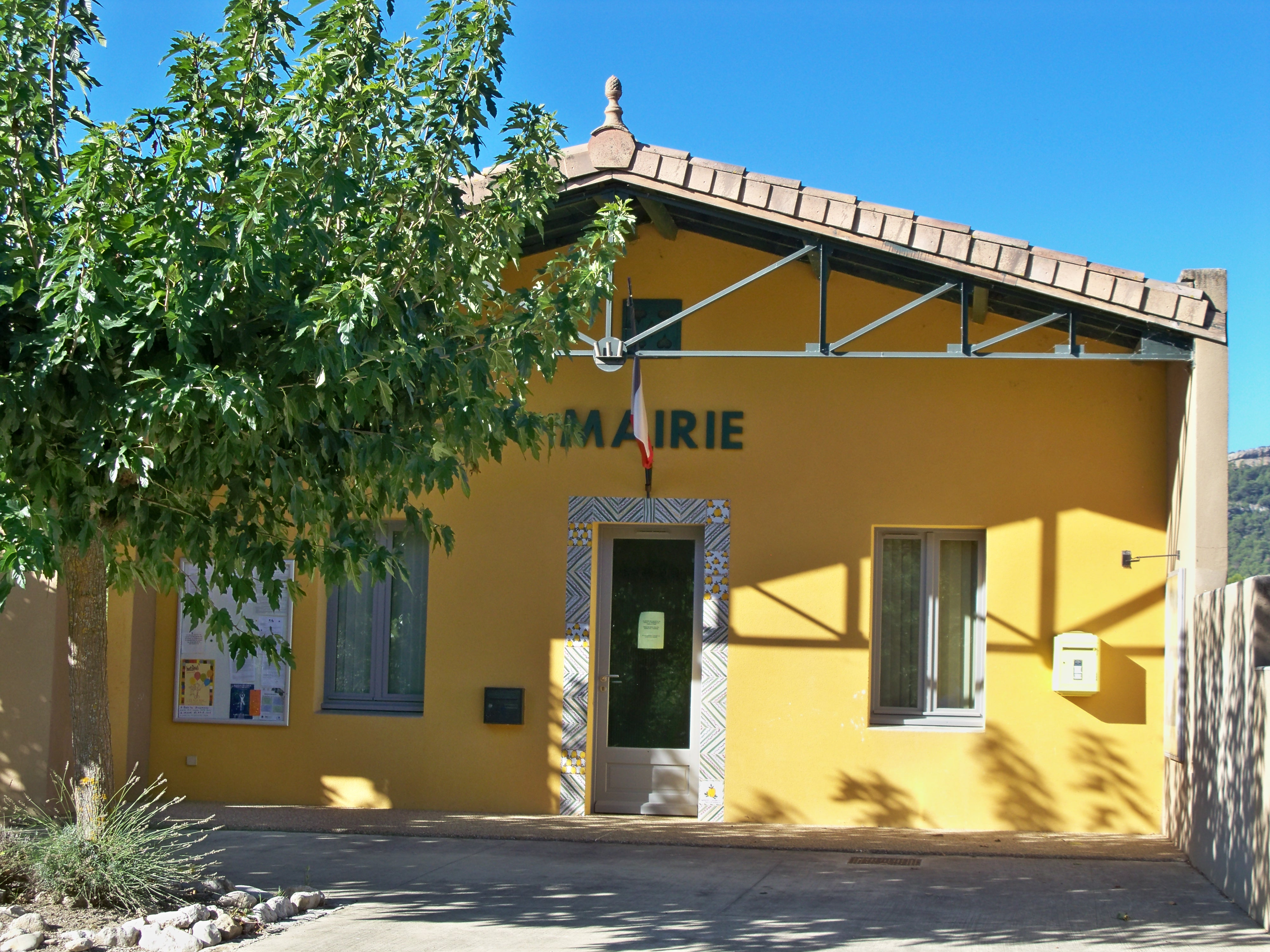
Mairie de La Penne-sur-l'Ouvèze.

### Liste des maires
| Période    | Période   | Identité       | Étiquette | Qualité |
| ---------- | --------- | -------------- | --------- | ------- |
| avant 1988 | ?         | Paul Tardieu   |           |         |
| mars 2001  | mars 2008 | René Butin     |           |         |
| mars 2008  | En cours  | Serge Boissier | SE        | Artisan |

### Rattachements administratifs et électoraux
Jusqu'en mars 2015, la commune dépendait du canton de Buis-les-Baronnies. À la suite du redécoupage des cantons du département, elle est rattachée au canton de Nyons et Baronnies.

## Population et société

### Démographie
L'évolution du nombre d'habitants est connue à travers les recensements de la population effectués dans la commune depuis 1793. Pour les communes de moins de 10 000 habitants, une enquête de recensement portant sur toute la population est réalisée tous les cinq ans, les populations de référence des années intermédiaires étant quant à elles estimées par interpolation ou extrapolation. Pour la commune, le premier recensement exhaustif entrant dans le cadre du nouveau dispositif a été réalisé en 2008.

En 2022, la commune comptait 89 habitants, en évolution de −10,1 % par rapport à 2016 (Drôme : +2,64 %, France hors Mayotte : +2,11 %).
| 1793 | 1800 | 1806 | 1821 | 1831 | 1836 | 1841 | 1846 | 1851 |
| ---- | ---- | ---- | ---- | ---- | ---- | ---- | ---- | ---- |
| 129  | 111  | 115  | 106  | 136  | 149  | 150  | 150  | 149  |

| 1856 | 1861 | 1866 | 1872 | 1876 | 1881 | 1886 | 1891 | 1896 |
| ---- | ---- | ---- | ---- | ---- | ---- | ---- | ---- | ---- |
| 147  | 147  | 142  | 146  | 134  | 139  | 129  | 110  | 111  |

| 1901 | 1906 | 1911 | 1921 | 1926 | 1931 | 1936 | 1946 | 1954 |
| ---- | ---- | ---- | ---- | ---- | ---- | ---- | ---- | ---- |
| 94   | 134  | 106  | 96   | 84   | 72   | 70   | 49   | 41   |

| 1962 | 1968 | 1975 | 1982 | 1990 | 1999 | 2006 | 2008 | 2013 |
| ---- | ---- | ---- | ---- | ---- | ---- | ---- | ---- | ---- |
| 41   | 45   | 54   | 80   | 78   | 88   | 94   | 95   | 100  |

| 2018 | 2022 | - | - | - | - | - | - | - |
| ---- | ---- | - | - | - | - | - | - | - |
| 93   | 89   | - | - | - | - | - | - | - |

### Enseignement
La commune relève de l'académie de Grenoble.
Les élèves de La Penne-sur-l'Ouvèze ne suivent pas leurs études sur la commune. L'école primaire la plus proche est située à Mollans-sur-Ouvèze. Le collège le plus proche se trouve à Buis-les-Baronnies. Quant au lycée, ils se rendent à Nyons.

### Santé
Les professionnels de santé les plus proches sont installés sur les communes de Mollans-sur-Ouvèze et Buis-les-Baronnies, où se situe également l'hôpital le plus proche.

### Sports
- Équitation[15].

### Médias
Le territoire de la commune se situe dans l'aire de diffusion de plusieurs médias :
- Presse écrite
  - Le Dauphiné libéré, quotidien régional qui consacre, chaque jour, y compris le dimanche, un ou plusieurs articles à l'actualité du canton et de la commune, ainsi que des informations sur les éventuelles manifestations locales, les travaux routiers, et autres événements divers à caractère local.
  - L'Agriculture Drômoise, journal d'informations agricoles et rurales, couvre l'ensemble du département de la Drôme.
  - Drôme Hebdo (ancien Peuple Libre), hebdomadaire chrétien d'informations.
- Presse audio-visuelle
  - Ici Drôme Ardèche est une radio publique diffusée sur son territoire.

## Économie
En 1992 : pâturages (ovins), vergers, oliviers, vignes.

## Culture locale et patrimoine

### Lieux et monuments
- Église du XIIe siècle : abside en cul-de-four, croix de cuivre, tabernacle et gradins en bois doré (XVIIIe siècle)[15].
- Chapelle Notre-Dame-des-Aspirants (XIIe siècle), inscrite au titre des monuments historiques depuis 1983[23].

### Héraldique, logotype et devise
|  | La Penne-sur-l'Ouvèze possède des armoiries dont l'origine et le blasonnement exact ne sont pas disponibles. |